# Reduncinae
Reduncinae era uma subfamília de bovídeos que continha dois gêneros, Kobus e Redunca. A subfamília foi primeiramente descrita por Theodor Knottnerus-Meyer, em 1907.
Houve controversa quanto à sua posição taxonômica e já foi classificada como tribo da família Hippotraginae e, posteriormente, de Antilopinae. Alguns estudos incluíam o gênero Pelea na subfamília Reduncinae que ficava assim dividida em duas tribos: Reduncini (Kobus e Redunca) e Peleini (Pelea).
Atualmente, segundo estudos mais recentes, não é mais considerada uma subfamília válida e os gêneros Kobus, Pelea e Redunca formam a tribo Reduncini, da subfamília Antilopinae.